# Levantamientos de Silesia

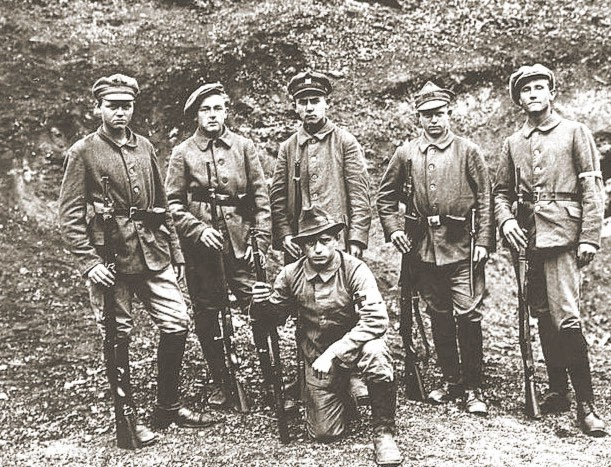
Insurgentes polacos de Silesia en 1921.

Los llamados levantamientos en Silesia (en alemán: Aufstände in Oberschlesien; en polaco: Powstania śląskie) fueron una serie de tres levantamientos armados en Alta Silesia de 1919, 1920 y 1921 con el fin de la separación de Alemania para unirse a la Segunda República Polaca, que se había establecido tras la Primera Guerra Mundial. En la historia de Polonia después de la Segunda Guerra Mundial, las insurrecciones se celebraron dentro del marco de la propaganda comunista como hitos de interés y orgullo nacional.

## Contexto histórico
Gran parte de Silesia había pertenecido a la corona polaca en tiempos medievales, pero pasó a los reyes de Bohemia en el siglo XIV, luego a los Habsburgo austriacos. Federico el Grande de Prusia arrebató Silesia a María Teresa I de Austria en 1742 en la guerra de Sucesión de Austria, después de lo cual se convirtió en una parte de Prusia y en 1871 del Imperio Alemán. Aunque la provincia había llegado a ser abrumadoramente de habla alemana, una gran minoría eslavoparlante permanecía en Alta Silesia.
Desde los tiempos medievales, Alta Silesia era una zona étnicamente mixta entre eslavos autóctonos y alemanes, cuales fueron llamados por la dinastía de los Piastas con el fin de poblar y cultivar la región. Durante el siglo XIX., el nacionalismo polaco empezó a reclamar la región, basándose en la idea de que los autóctonos eslavoparlantes eran polacos étnicos. Históricamente, Alta Silesia no pertenecía a la Rzeczpospolita dividida por Rusia, Austria y Prusia. Sólo el nacionalismo étnico polaco en la segunda parte del siglo XIX llamó la atención al nacionalismo polaco cómo por el hecho de su riqueza en recursos naturales, clave para la modernización en la época de la industrialización.

### Recursos minerales
Alta Silesia era abundante en recursos minerales y en industria pesada, con minas y fábricas de hierro y acero. Las minas de Silesia fueron responsables de casi un cuarto de la producción anual de carbón de Alemania, el 81 por ciento de su zinc y el 34 por ciento de su plomo. Después de la Primera Guerra Mundial, durante las negociaciones del Tratado de Versalles, el gobierno alemán afirmó que, sin la Alta Silesia, no podría cumplir con sus obligaciones con respecto a las reparaciones a los Aliados.

### Demografía a comienzos delsigloXX
El área de Alta Silesia al este del Oder estaba dominada por los autóctonos, de los cuales la gran mayoría, por la educación escolar alemana y por los medios alemanes, era bilingüe tanto en silesiano cómo en alemán, la mayoría de los cuales eran de clase trabajadora. En contraste, la mayoría de las clases medias y altas locales — los terratenientes, los empresarios, los propietarios de las fábricas, el gobierno local, funcionarios — pertenecían al círculo cultural y nacional alemán. Había una división más a lo largo de líneas religiosas.El protestantismo era mucho más frequente en la clase alta que en la clase trabajadora de los autóctonos.
En el censo alemán de 1900, el 61% de la población de la parte oriental de Silesia se registró polaco parlante, que descendió al 53% en 1910. A cambio de Masuria, Prusia no reconoció el idioma autóctono de la Alta Silesia como tal sino lo clasificó como parte del polaco, sin haber hecho estudios más profundos para justificarlo. En la época de los estados-naciones, el uso frecuente del idioma nacional era requisito para ascender, lo que explica la subida del uso del alemán. pero también se debió a la creación de una categoría bilingüe, lo que redujo el número de hablantes polacos. El estudioso alemán Paul Weber dibujó un mapa del lenguaje que mostraba que en 1910 en la mayoría de los distritos de Alta Silésia al este del río Oder, los silesianos de habla eslava constituían una mayoría, formando más del 70% de la población.

### Primera Insurrección 1919
Inspirados por la insurrección exitosa en Poznań en noviembre de 1918, la primera insurrección tuvo lugar del 16 - 24 agosto en la parte oriental de Alta Silesia. Aunque la "Organización Militar Polaca" (Polska Organizacja Wojskowa) disfrutó del apoyo directo de Polonia con el suministro de armas y soldados, la insurrección fue acabada por paramilitares alemanes en pocos días (Grenzschutz Ost).

### Segunda Insurrección 1920
El segundo levantamiento estalló la noche del 19 al 20 de agosto de 1920 y duró hasta el 25 de agosto. Su causa fue la guerra polaco-soviética y la batalla de Varsovia de 1920. En previsión de la toma de la ciudad por el Ejército Rojo, el 17 de agosto de 1920 tuvo lugar una manifestación en la que se demolieron los locales del comisariado del plebiscito polaco y los comercios polacos fueron saqueados por manifestantes proalemanes. Poco antes del estallido de la segunda sublevación, el diputado polaco Józef Rymer fue trasladado a golpes al hospital por las tropas de combate alemanas.
Se produjeron actos de violencia como el incendio del pueblo de Anhalt, habitado principalmente por alemanes protestantes, en el que desconocidos prendieron fuego a 14 viviendas. En Loslau, un alemán murió y otro resultó herido. Cerca de la pequeña aldea de Josefstal, diez cosechadores fueron asesinados en una redada, entre los que se encontraban algunos polacos de Prusia Oriental. En total, la revuelta se cobró al menos 35 vidas y dejó varios centenares de heridos[3]. Los combates se detuvieron a instancias de la Comisión Internacional, después de que las fuerzas pro-polacas tuvieran acceso a la administración provisional y a las fuerzas de seguridad.
En el segundo levantamiento, en el lado alemán la policía especial de la Autodefensa de la Alta Silesia actuó como fuerza de inteligencia militar contra la organización militar polaca POW o su Bojówka Polska (BP).

### Tercera Insurrección 1921
La tensa situación de seguridad, el terror y la lucha contra el terrorismo en la Alta Silesia antes y durante el referéndum del 20 de marzo de 1921 costó la vida a unas 3.000 personas de ambos bandos. El 20 de noviembre de 1920, los nacionalistas polacos asesinaron a Theofil Kupka, al que consideraban un traidor porque había pasado de ser un compañero a ser el líder de la Unión de la Alta Silesia. Pero incluso después del referéndum (proporción de votos: 700.605 o 59,6% para Alemania, 479.359 o 40,4% para Polonia) la situación apenas mejoró. Las tensiones culminaron en el tercer levantamiento, que estalló en la noche del 2 al 3 de mayo de 1921 y duró hasta el 5 de julio de 1921. El gobierno polaco dejó claro que no aprobaba el levantamiento y destituyó a Wojciech Korfanty del cargo de comisario del plebiscito[4].
El tercer levantamiento fue dirigido por el coronel Maciej Mielżyński. La causa inmediata fue el rechazo por parte del bando pro-polaco de la propuesta de división territorial británico-italiana (línea Percival-de Marinis), que quería dejar tres cuartas partes de la Alta Silesia, incluyendo todos los centros industriales, con Alemania. Participaron numerosos voluntarios polacos "que no eran nativos de Silesia" - de los 100.000 participantes en el levantamiento de Silesia, aproximadamente 80.000 procedían de Silesia y hasta 20.000 procedían de fuera de Silesia. Así comenzó la ocupación de la parte de la Alta Silesia que, según las ideas de Korfanty, debía ser cedida a Polonia. Sólo las tropas italianas de la Sociedad de Naciones impidieron el avance de los rebeldes; las unidades francesas no intervinieron. Los miembros de los Freikorps alemanes se unieron entonces en la Selbstschutz Oberschlesien (SSOS) y comenzaron a contraatacar. Los nativos de la Alta Silesia, independientemente de su lengua materna, constituían el principal componente de la SSOS. Las últimas batallas de la sublevación tuvieron lugar en mayo de 1921 en los alrededores de St. La decisión se tomó el 21 de mayo de 1921 con el éxito del asalto al Annaberg por parte de la SSOS. El 5 de julio de 1921, bajo la presión del Gobierno Interaliado y de la Comisión Plebiscitaria de la Alta Silesia, se puso fin al levantamiento mediante un acuerdo de armisticio. Korfanty cedió a esta presión, quiso ver el levantamiento sólo como una manifestación militar y ordenó el cese de los combates. Por ello fue duramente criticado por la cúpula militar insurgente, incluido el coronel Mielżyński.
Sin embargo, Korfanty se impuso y pudo celebrar la propuesta de partición (2/3 de Alemania, 1/3 de Polonia) firmada en una conferencia de embajadores en París en 1921 como su propio éxito.
Los soldados italianos de la Comisión Interaliada pagaron este esfuerzo con 19 muertos y 34 heridos.

## Evaluación de los Levantamientos
Mientras que la República Popular de Polonia evaluó los levantamientos de forma unidimensional como un "levantamiento nacional de la población polaca contra los opresores alemanes" y creó así un mito para justificar la anexión de la Alta Silesia, hoy surge un panorama mucho más complejo que contradice fundamentalmente esta evaluación.
Polonia no reclamó la Alta Silesia como su territorio hasta finales del siglo XIX, e incluso Piłsudski sólo se mostró reacio a prometer su apoyo por la falta de conexión histórica con la génesis del Estado y la nación polacos. Por otro lado, Prusia no había perseguido la construcción de la nación alemana en sus provincias orientales con la suficiente intensidad como para crear hechos. El resultado del referéndum subraya la multiplicidad nacional del territorio. La propaganda durante el plebiscito, que se centró en gran medida no en cuestiones nacionales, sino en cuestiones sociales, también apoya esta afirmación. El mito del "pueblo polaco oprimido por los gobernantes alemanes" no puede sostenerse. Las tensiones sociales tanto en el campo como en la zona industrial buscaron pragmáticamente su salida en el nacionalismo ante las mejores condiciones. El referéndum debe considerarse ante todo no como una elección nacional, sino sociopolítica. 
En este contexto, no es de extrañar que, sobre todo durante el tercer levantamiento, los habitantes de la Alta Silesia constituyeran las masas combatientes tanto en el bando alemán como en el polaco. 
A nivel local, en la Alta Silesia, se puede hablar de una guerra civil. A nivel nacional, fue una guerra por delegación germano-polaca a pequeña escala.